# فيكس ليراتا

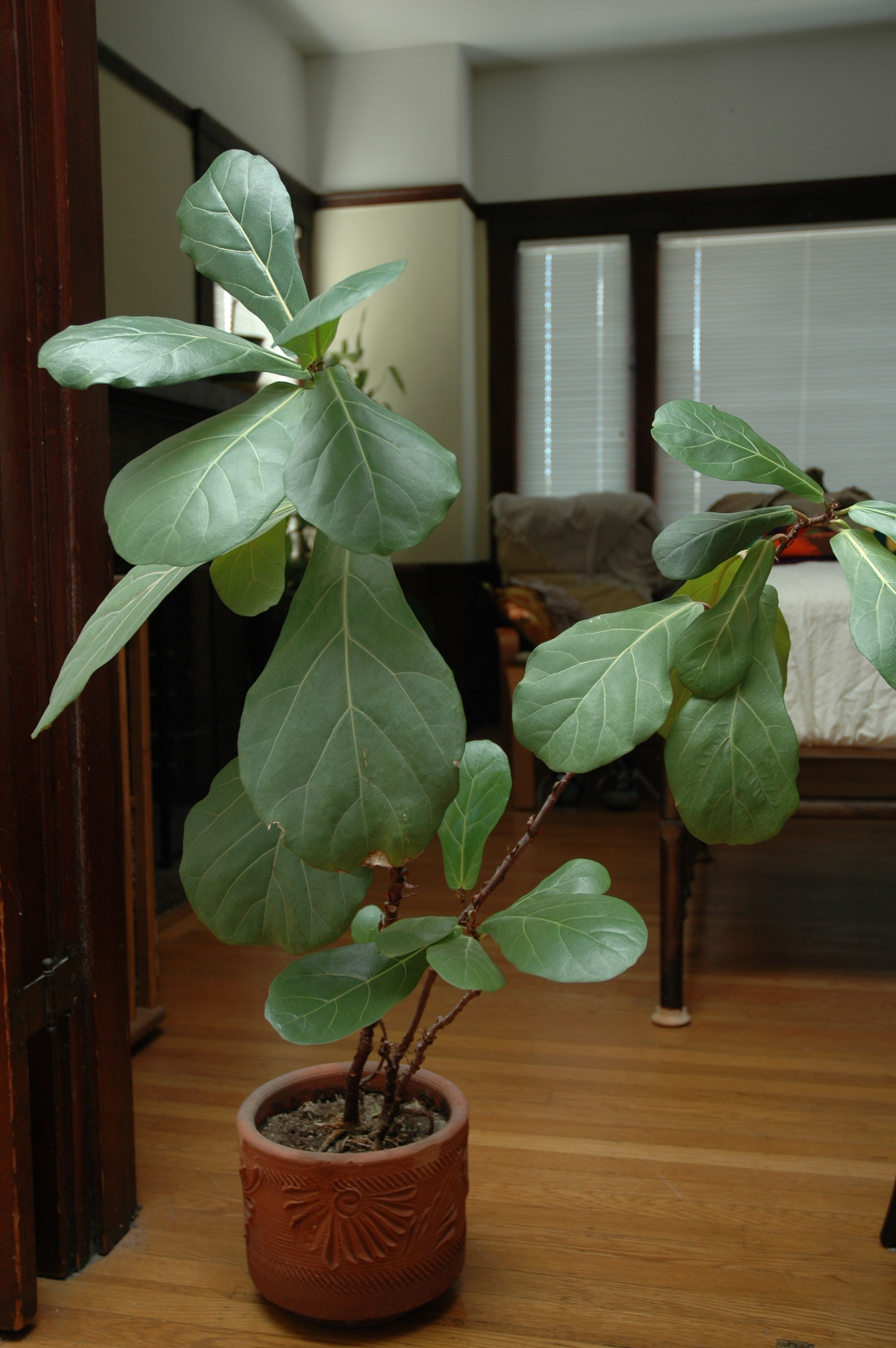

حيويات
فيكس ليراتا (الاسم العلمي: Ficus  lyrata)، هو نبات ينتمي إلى (فصيلة: Moraceae).